# Alexander (film)

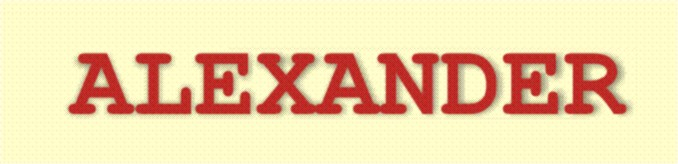
Alexander

Alexander är en tysk-fransk-brittisk-nederländsk-italiensk-amerikansk långfilm från 2004 i regi av Oliver Stone.

## Handling
Filmen berättar historien om Alexander den store, kung av Makedonien. Den berättar om hans barndom, hans erövringståg i Persien, och senare hans tragiska och mystiska död. Den betonar främst också på hans turbulenta relation med sin far, Filip II och hans mor, Olympias.
Filmen börjar med Alexanders död år 323 f.Kr. 40 år senare berättar Ptolemaios I Soter, en av Alexanders främsta generaler, om hela hans liv och hans stora önskan att erövra hela världen och komma till världens ände. Först berättar han om Alexanders barndom, som präglades av hans föräldrars tvister mellan varandra, och hur hans lärare, Aristoteles, undervisar honom om poesi, upptäcktsresande, krigskonst, musik, heder och kärlek. När Alexander var 20 år blev hans far mördad av sin livvakt Pausanias, vilket leder till hans omedelbara kröning som Makedoniens och Greklands nye konung. Hädanefter sammanfattar Ptolemaios om hur Alexander besegrade en grekisk revolt, då han massakrerade tusentals greker i Thebe, och när Alexander inleder hans stora invasion av Asien. Alexander erövrade hela västra Asien ända ner till Egypten, där oraklet av Siwa förklarade honom som Zeus äkta son. Alexander marscherade sedan med en stor armé till hjärtat av Persiska riket, då han senare deltar i det spektakulära slaget vid Gaugamela. Efter att ha besegrat den persiske kungen Dareios III i slaget, tågade Alexander den Store in i huvudstaden Babylon som Persiens nye konung. Senare inleder Alexander ett partisankrig i nordöstra Persien för att jaga efter den flyende Dareius, men när han får veta att Dareius hade mördats av sina egna undersåtar, beslutar sig Alexander att jaga efter de skyldiga och besegra varje stam som gjorde motstånd. Efter det erövrade han Sogdiana och Baktrien, där han träffade sin blivande hustru, Roxana, en mystisk kvinna som han senare gifter sig med. Alexander var inte nöjd med dessa territorier och fortsatte sin väg till Indien, då han korsar Hindukush-bergen med en stor här.  Där kämpade Alexander mot kung Poros och hans elefanter i slaget vid Hydaspes. Efter att ha blivit sårad av en pil i lungan lyssnade Alexander på hans generalers och soldaters vilja att få återvända hem igen. Efter att ha korsat gedrosiska öknen, där Alexander förlorade 3/4 av sin armé, återvände han till Babylon, där han senare dog av förgiftning den 10 juni 323 f.Kr. Filmen avslutas med att Ptolemaios berättar om hur Alexanders rike delades, om Kassandross hämnd på Alexanders familj och när han sammanfattar den viktiga roll som Alexander spelade för västvärlden.

## Om filmen
Filmen är baserad på Alexander den stores liv, som vuxen spelas av Colin Farrell, och filmen är regisserad av Oliver Stone efter manus som han själv varit med och skrivit. Den brittiske historikern Robin Lane Fox och exmilitären Dale Dye fungerade som rådgivare vid filminspelningen.
Alexander var nominerad till den oönskade prisutdelningen Golden Raspberry Awards för sämsta film.
Filmen hade biopremiär i USA den 24 november 2004.

## Rollista
- Colin Farrell - Alexander (som vuxen)
- Connor Paulo - Alexander (som tonåring)
- Jessie Kamm - Alexander (som barn)
- Anthony Hopkins - Ptolemaios I Soter som gammal
- Elliot Cowan - Ptolemaios som ung
- Jared Leto - Hefaistion
- Angelina Jolie - Drottning Olympias
- Val Kilmer - Kung Filip II av Makedonien
- Rosario Dawson - Roxana
- Jonathan Rhys Meyers - Kassandros
- John Kavanagh - Parmenion
- Joseph Morgan - Filotas
- Rory McCann - Krateros
- Gary Stretch - Kleitos
- Ian Beattie - Antigonos
- Neil Jackson - Perdiccas
- Raz Degan - Dareios III
- Annelise Hesme - Stateira
- Nick Dunning - Attalus
- Denis Conway - Nearchos
- Christopher Plummer - Aristoteles
- Marie Meyer - Eurydice
- Bin Bunluerit - Porus
- Francisco Bosch - Bagoas
- Toby Kebbell - Pausanias of Orestis
- Erol Sander - Pharnakes
- David Bedella - skrivare
- Brian Blessed - Alexanders brottartränare